# Klin (Slowakei)
Klin ist eine Gemeinde im äußersten Norden der Slowakei mit 2549 Einwohnern (Stand 31. Dezember 2024) und gehört zum Okres Námestovo innerhalb des Žilinský kraj.

## Geographie
Die Gemeinde befindet sich im Becken Oravská kotlina unter dem Gebirge Podbeskydská vrchovina am Bach Kliňanka oberhalb des Orava-Stausees. Das Ortszentrum liegt auf einer Höhe von 630 m n.m. und ist fünf Kilometer von Námestovo gelegen. 

## Geschichte
Der Ort wurde nach walachischem Recht auf dem Herrschaftsgebiet des Geschlechts Thurzo gegründet und ist zum ersten Mal 1580 schriftlich erwähnt. Die ersten Einwohner erhielten 16 Jahre lange verschiedene Rechte und Steuerbefreiungen, die lehota bezeichnet werden. 1828 sind 121 Häuser und 822 Einwohner verzeichnet. Ursprünglich war Schafzucht die Haupteinnahmequelle, im 18. und 19. Jahrhundert war hingegen Leinweberei die Hauptbeschäftigung. Wegen der großen Armut gab es im 19. und 20. Jahrhundert, aber auch vorher im 18. Jahrhundert große Auswanderungswellen.
Der Ortsname leitet sich von der Bezeichnung für einen Bergausläufer zwischen zwei Bächen, also einem „Keil“ zwischen diesen ab.

## Bevölkerung
| Jahr                | 1994 | 2004     | 2014     | 2024    |
| ------------------- | ---- | -------- | -------- | ------- |
| Anzahl der Personen | 1821 | 2036     | 2342     | 2549    |
| Unterschied         |      | +11,80 % | +15,02 % | +8,83 % |

| Jahr                | 2023 | 2024    |
| ------------------- | ---- | ------- |
| Anzahl der Personen | 2555 | 2549    |
| Unterschied         |      | −0,23 % |

Ergebnisse nach der Volkszählung 2001 (1975 Einwohner):
| Nach Ethnie: - 99,34 % Slowaken - 0,15 % Tschechen - 0,05 % Deutsche - 0,05 % Polen | Nach Religion: - 98,89 % römisch-katholisch - 1,06 % keine Angabe - 0,05 % evangelisch |

## Sehenswürdigkeiten
- römisch-katholische Kirche St. Antonius aus dem 19. Jahrhundert
- Kapelle von 1900